# Erwin von Nasse
Erwin Otto Eduard von Nasse (* 27. Mai 1869 in Diez; † 16. April 1920 in Wiesbaden) war ein preußischer Landrat im Kreis Kreuznach.

## Leben
Der Protestant Erwin von Nasse war ein Sohn des Oberpräsidenten der Rheinprovinz Berthold von Nasse und dessen Ehefrau Henriette Sara Helene, geb. Weber (1842–1877). Nach dem Besuch des Friedrich-Wilhelms-Gymnasiums in Trier und der abgelegten Reifeprüfung im Jahr 1887 absolvierte er bis 1891 ein Studium der Rechtswissenschaften in Bonn, Freiburg und Berlin, das er am 19. Oktober 1891 mit der Ersten juristischen Prüfung abschloss. Am 10. November 1891 wurde er Gerichtsassessor beim Landgericht Koblenz und am 5. Juli 1899 wurde er probeweise an die Regierung Trier überwiesen, wo er am 10. Oktober 1899 zum Regierungsassessor ernannt wurde. Am 1. November 1899 wurde er Mitglied des Bezirksausschusses, bevor er am 3. Januar 1903 zum kommissarischen Landrat des Kreises Kreuznach ernannt wurde, dem am 15. Juni 1903 die definitive Bestallung zum 1. Juli 1903 gefolgt war. Erwin von Nasse starb nach 17-jähriger Dienstzeit infolge einer Operation im April 1920 in Wiesbaden.

## Familie
Erwin von Nasse ist ein Enkel des Internisten und Psychiaters Christian Friedrich Nasse. Ein jüngerer Bruder von ihm war der Landrat des Kreises Hagen Karl Ernst von Nasse. Ernst von Nasse heiratete am 28. April 1900 in Köln Anna Elisabeth Laudahn (* 13. Februar 1873 in Göttingen), Tochter des Kölner Sanitätsrats und Direktor der städtischen Irrenanstalt Heinrich Laudahn († 9. Mai 1900 in Köln) und dessen Ehefrau Anna geb. Nobiling († 11. Mai 1907 in Breslau).